# Эркслебен, Иоганн Кристиан
Иоганн Кристиан Поликарп Эркслебен (нем. Johann Christian Polycarp Erxleben; 22 июня 1744, Кведлинбург — 18 августа 1777, Гёттинген) — немецкий учёный. К его областям науки относились физика, минералогия, химия и естествознание.

## Жизнь
С 1763 по 1767 годы Эркслебен изучал медицину в университете имени Георга-Августа в Гёттингене. Он был как и Георг Кристоф Лихтенберг (1742—1799) учеником Авраама Готтгельфа Кестнера (1719—1800). После того, как Эркслебен получил учёную степень магистра, он защитил докторскую диссертацию и получил в 1775 году профессуру по физике и ветеринарии в Гёттингенском университете.
К его научным работам относятся среди прочих Dijudicationem Systematum Animalium (1767), Anfangsgründe der Naturlehre («Начала естествознания») (1768), Betrachtungen der Ursachen der Unvollständigkeit der Mineralsysteme («Размышления о причинах неполноты минеральных систем») (1768), Einleitung in die Vieharzneykunst («Введение в ветеринарию») (1769), Betrachtung über das Studium der Vieharzneykunst («Размышления об обучении ветеринарии») (1769) и Geschichte meiner Beschäftigung mit der Vieharzneykunst «История моего занятия ветеринарией» (издательство Zwierlein, 1798).
Эркслебен был учредителем Ветеринарного института (Ветеринарный институт университета Георга-Августа в Гёттингене), первого и старейшего университетского ветеринарного учебного заведения Германии.
С 1774 года Эркслебен принадлежал к научному обществу Гёттингена, работал рецензентом «Göttinger Gelehrten Anzeigen» и отвечал в 1774—1775 году за еженедельное издание «Gemeinnützigen Abhandlungen». От гёттингенского издателя Иоганна Кристиана Дитериха (1722—1800) он вскоре принял редакцию основанных в 1775 году «Гёттингенских настольных календарей», которых он отдал ещё при жизни (1777) Лихтенбергу.
Его матерью была известная Доротея Кристиана Эркслебен — первая женщина в Германии, ставшая врачом и получившая учёную степень доктора медицинских наук (Университет Галле, 1754). Эркслебен был женат с 1770 года на Софи Джулиане Штромайер (1751—1815).
После слишком ранней смерти Эркслебена Лихтенберг продолжил его лекции об экспериментальной физике и выпустил с 3-го по 6-е расширенные издания его «Начал естествознания».